# Itala (Italie)
Pour les articles homonymes, voir Itala.
Itala est une commune italienne de la province de Messine dans la région Sicile.

## Monuments
- Église Santi Pietro e Paolo

## Administration
| Période                                  | Période | Identité | Étiquette | Qualité |
| ---------------------------------------- | ------- | -------- | --------- | ------- |
|                                          |         |          |           |         |
| Les données manquantes sont à compléter. |         |          |           |         |

### Hameaux
Marina di Itàla, Casalello, Borgo, Mannello, Quartiere del Medico(anche detto Quartarello), Croce

### Communes limitrophes
Alì, Alì Terme, Fiumedinisi, Messine, Scaletta Zanclea